# Piano & A Microphone 1983
Piano & A Microphone 1983 (englisch für „Klavier und ein Mikrofon 1983“) ist das erste von Prince postum erschienene Studioalbum, das am 21. September 2018 bei dem Label NPG Records / Warner Bros. Records herausgebracht wurde. Die insgesamt neun Songs hatte er bereits im September 1983 aufgenommen, waren in dieser Version aber zuvor unveröffentlicht. Piano & A Microphone 1983 ist nach One Nite Alone … (2002) Prince’ zweites Akustikalbum, auf dem er alle Songs ausschließlich auf dem Klavier spielt.
Die Musik zählt zu den Genres Contemporary R&B, Funk und Pop. Zudem sind Elemente aus den Genres Blues und Jazz zu hören. Die Liedtexte handeln von Einsamkeit, Ekstase, Erlösung, Liebe, Romantik, Sehnsucht, Sinnlichkeit und Sünde. Musikkritiker bewerteten Piano & A Microphone 1983 zum Teil sehr positiv. Aus kommerzieller Sicht konnte das Album in einigen Ländern zwar Top-Ten-Platzierungen erreichen, aber international keinen Gold- oder Platinstatus erzielen.

## Entstehung

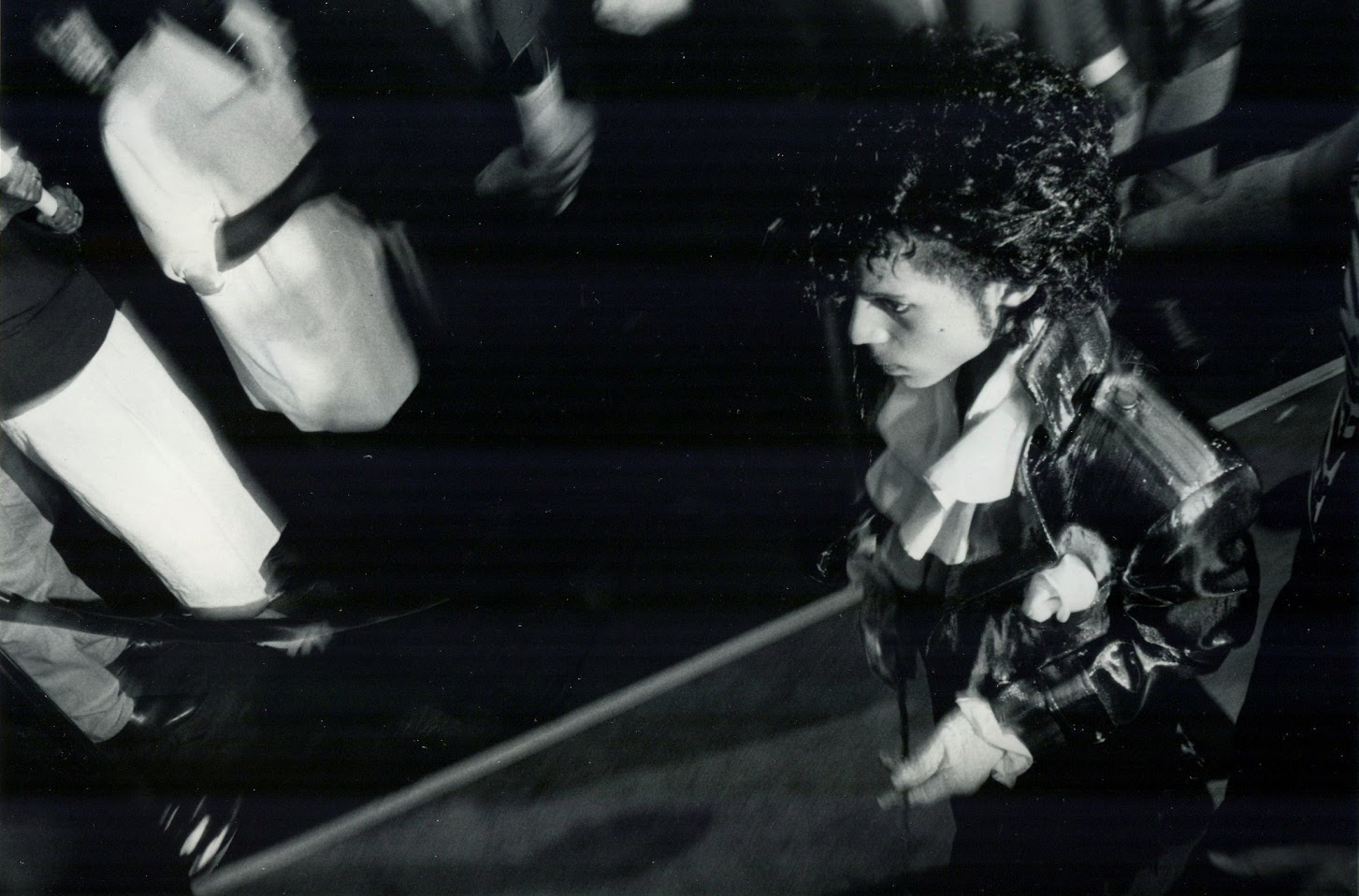
Prince, 1984

Alle neun Songs spielte Prince im Spätsommer oder Frühherbst 1983 in seinem damaligen privaten Tonstudio namens Kiowa Trail Home Studio in Chanhassen in Minnesota ein, die er auf einer TDK-C60-Kompaktkassette aufgenommen hatte. Veröffentlicht hatte er diese Versionen damals jedoch nicht, und die vier Stücke Cold Coffee & Cocaine, Mary Don’t You Weep, Wednesday sowie Why the Butterflies waren zuvor auf keinem seiner Alben zu finden.
Aber die anderen fünf Songs hatte Prince zuvor mit Musikinstrumenten aufgenommen und, abgesehen von A Case of You, in deutlich anderen Versionen, als auf Piano & A Microphone 1983 zu hören sind, auf seinen Alben platziert. Am 14. Januar 1982 nahm er International Lover im Tonstudio Sunset Sound in Los Angeles in Kalifornien auf. Diese Version veröffentlichte er im Oktober 1982 auf seinem Album 1999. Ein Jahr später nahm er am 14. März 1983 Strange Relationship im Kiowa Trail Home Studio auf. Im Laufe der Jahre überarbeitete er den Song immer wieder und platzierte ihn schließlich im März 1987 auf seinem Album Sign “☮” the Times. Im Sommer 1983 spielte Prince die beiden Songs 17 Days und Purple Rain in einer Lagerhalle namens The Warehouse in St. Louis Park in der Metropolregion Minneapolis–Saint Paul ein; 17 Days dient als B-Seite von der im Mai 1984 ausgekoppelten Single When Doves Cry und Purple Rain erschien im Juni 1984 auf dem gleichnamigen Album.
Erste Versionen von A Case of You und Wednesday nahm Prince im Spätsommer 1983 im Kiowa Trail Home Studio auf, wobei er Wednesday am 23. Oktober 1983 überarbeitete und das Stück auch auf dem Purple-Rain-Album platzierte, strich es aber später von der Tracklist. Ferner existiert eine Version, bei der Jill Jones den Hauptgesang übernommen hatte, aber diese Version ist bis heute (2025) unveröffentlicht. Das genaue Aufnahmedatum von A Case of You ist der Öffentlichkeit nicht bekannt, doch im Frühjahr 2001 überarbeitete er das von Joni Mitchell im Jahr 1971 geschriebenen Stück in seinem Paisley Park Studio in Chanhassen und platzierte es im Mai 2002 auf seinem Album One Nite Alone …; diese Version ähnelt der von Piano & A Microphone 1983.
Prince stand von 1978 bis 1999 bei dem Musiklabel Warner Bros. Records unter Vertrag. Als er im April 2016 überraschend starb, hinterließ er kein Testament, das die Urheberrechte seiner geschriebenen Songs hätte regeln können. Insofern besaß Warner bis zum Jahr 2021 sämtliche Urheberrechte an Songs, die er vor dem Jahr 1995 geschrieben oder veröffentlicht hatte.
Am 7. Juni 2018 – Prince’ 60. Geburtstag – kündigte Troy Carter (* 1972), damaliger Berater von The Prince Estate („Der Prince-Nachlass“), das Album Piano & A Microphone 1983 an. Über die Entstehung sagte er: „Diese rohe und gleichzeitig intime Aufnahme, die am Vorabend seiner [Prince] Weltkarriere entstand, kurz bevor er zum internationalen Star wurde, ähnelt im Format der ‘Piano & A Microphone Tour’, mit der er seine Karriere im Jahr 2016 beendete“. Damals nannte Prince seine zu Lebzeiten letzte Tournee „Piano & A Microphone Tour 2016“, weil er alle Songs ausschließlich auf dem Klavier spielte und dazu gesungen hatte. Eine Begleitband hatte er nicht.

## Gestaltung des Covers
Die CD steckt in einer aufklappbaren Papphülle und auf dem Frontcover ist ein Schwarzweiß-Foto von Prince aus dem Jahr 1983 zu sehen. Diese Aufnahme machte der aus Minneapolis in Minnesota stammende Fotograf Allen Beaulieu (* 1952), als er Prince auf dessen 1999-Tour vom 11. November 1982 bis zum 10. April 1983 begleitete. Das Foto zeigt ihn vor einem Spiegel sitzend im Backstagebereich eines Konzertes von seiner damaligen Tournee. Beaulieu war auch als Fotograf für die Albencover von Dirty Mind (1980) und Controversy (1981) zuständig.
In der Innenseite der Papphülle ist der von Prince handschriftlich geschriebene Liedtext von 17 Days zu lesen. Auf der Rückseite ist die Tracklist abgedruckt. Das Booklet ist ausfaltbar und besteht somit aus insgesamt sechs Seiten. Dort ist ein weiteres schwarzweiß Foto von Prince aus dem Jahr 1983 zu sehen, das aus dem Archiv vom The Prince Estate stammt. Zudem ist der von Prince handschriftlich geschriebene Liedtext von Strange Relationship zu lesen, wobei er den Song aber nur mit „Strange Relations“ betitelt hatte. Die Liedtexte der anderen Songs von Piano & A Microphone 1983 sind nicht abgedruckt.
Das „Limited Edition Deluxe Set“ Enthält das Album sowohl auf CD als auch LP. Dieses Booklet besitzt das Format eines Schallplattencovers und besteht aus zwölf Seiten, wobei die Liner Notes von Don Batts (* 1961), Jill Jones und Lisa Coleman verfasst wurden. Batts war in den Jahren 1980 bis 1983 als Toningenieur für Prince tätig, mit Jones arbeitete Prince von 1982 bis 1989 zusammen und Coleman war von 1982 bis 1986 Mitglied in seiner Begleitband The Revolution. Abgesehen von Prince’ handschriftlich geschriebenen Liedtexten von 17 Days und Strange Relationship ist auch der von International Lover im Booklet abgedruckt. Zudem sind noch zwei weitere schwarzweiß Fotos von ihm aus dem Jahr 1983 zu sehen, die in der CD-Ausgabe nicht zu finden sind. Ferner enthält das Deluxe-Set ein schwarzweiß Poster von dem Foto von Prince, das auch im Booklet der CD abgebildet ist.

## Musik und Liedtexte
Piano & A Microphone 1983 ist ein Akustikalbum, auf dem Prince alle Songs auf dem Klavier spielt. Die Musik zählt zu den Genres Contemporary R&B, Funk und Pop, Elemente von Blues und Jazz sind ebenfalls zu hören. Die ersten sieben Songs sind in derselben Reihenfolge zu hören, in der sie Prince damals aufgenommen hatte. Sein Klavierspiel wirkt in einigen Stücken zuweilen improvisiert und spontan eingespielt, zudem schnieft er gelegentlich und man kann mitunter seine Füße auf den Klavierpedalen hören, wodurch eine intime Atmosphäre entsteht.
Die Liedtexte handeln von Einsamkeit, Ekstase, Erlösung, Liebe, Romantik, Sehnsucht, Sinnlichkeit und Sünde. Manchmal murmelt Prince jedoch einige Worte, sodass die Liedtexte punktuell nicht eindeutig zu verstehen sind. Neben seinem charakteristischen Falsettgesang benutzt er auch tiefere Stimmlagen.
1. 17 Days
Bevor Prince mit dem Klavierspielen beginnt, sagt er: „Ist das mein Echo? Gib mir das authentischere“, wobei nicht klar ist, wem diese Anweisung gilt; zwar äußert sich in den Liner Notes Toningenieur Don Batts, doch er spricht nur über allgemeine Aufnahmesessions mit Prince und arbeitete auch nur bis Juli 1983 mit ihm zusammen. Bei der Aufnahme von Piano & A Microphone 1983 war er nachweislich nicht anwesend. Anschließend fängt Prince mit funkartigem Klavierspielen an, dass aus zwei Akkorden besteht, die sich permanent wiederholen. Währenddessen gibt er nach zwölf Sekunden mit „Kannst du das Licht etwas dimmen?“ sowie nach 1:32 Minuten mit „Mach die Stimme etwas leiser“ weitere Anweisungen. Im Liedtext schildert Prince seine Einsamkeit, weil ihn seine Freundin vor 17 Tagen verlassen hat. Er fordert Regen, damit dieser seine Traurigkeit wegwäscht. Sporadisch ist er im Song auch mit Beatboxing zu hören.
2. Purple Rain
Die knapp eineinhalb minütige Piano-Version wirkt skizzenhaft und unterscheidet sich deutlich von Purple Rain aus dem Jahr 1984, denn Prince singt lediglich folgende Textzeilen, die minimal von der zuvor veröffentlichten Version abweichen: „Never meant to cause you any sorrow. Never meant to cause you pain. I only wanted to one time to see you laughing, yeah. I only wanted to see you in the purple rain. Purple Rain, Purple Rain“.
3. A Case of You
Die Originalversion schrieb Joni Mitchell im Jahr 1971 und veröffentlichte sie auf ihrem Album Blue. Wie immer, wenn Prince seine Coverversion gesungen hatte, beginnt er erst mit der Textzeile „I am a lonely painter“, und trägt somit nur knapp die Hälfte vom Original-Liedtext vor, den er überwiegend im Falsett singt.
4. Mary Don’t You Weep
Das Negro Spiritual wurde erstmals im Jahr 1915 von der afroamerikanischen A-cappella-Gruppe Fisk Jubilee Singers aufgenommen und wurde von verschiedenen Musikern mehrfach neu interpretiert, wie beispielsweise von Aretha Franklin (1972) und Bruce Springsteen (2006).[13] Der Liedtext von dem Gospel-Stück ist dem Genre Christliche Musik zuzuordnen und basiert im Wesentlichen auf drei biblischen Geschichten: von den Schwestern Maria von Bethanien und Martha von Bethanien, der Auszug aus Ägypten sowie von Gottes Versprechen an Noah nach der Sintflut.[14] Während Prince seine vom Genre Blues inspirierte Coverversion der Melodie des Originals folgt, weicht er aber von dem etablierten Liedtext stark ab und konzentriert sich fast ausschließlich auf eine emotionale Dekonstruktion des Refrains. Zudem integrierte er mit „I guess you know me well, I don't like winter“ Textpassagen aus Strange Relationship.[15]
5. Strange Relationship
Die von Blues und Jazz angehauchte Version spielt Prince in der Tonart Moll, wobei der Rhythmus als prominentes musikalisches Element dient. Der Liedtext handelt von einer Hassliebe zwischen einer Frau und einem Mann, aus der keiner der beiden als Sieger hervorgeht.
6. International Lover
Die ruhige Ballade enthält eine kurze Interpolation von dem Stück Do Me, Baby aus seinem Album Controversy von 1981. Prince schnieft, präsentiert abermals Beatboxing und singt den von der Verführung einer Frau handelnden Liedtext ausschließlich im Falsett. Zwischendurch ist er aber auch mit Gesang ohne Liedtext zu hören.
7. Wednesday
Die von Jazz angehauchte und skizzenhaft wirkende Ballade singt Prince erneut im Falsett. Im Liedtext ist er einsam und wirkt depressiv, beispielsweise singt er: „Samstagabend habe ich dich angerufen. Du warst nicht einmal zu Hause. Ich brauchte jemanden zum Reden. Ich hasse es, wenn ich ganz allein bin. Von zwölf bis zwei habe ich über Selbstmord nachgedacht. Wenn du bis Mittwoch nicht zurück bist, weiß niemand, was ich tun werde“. Nach 1:53 Minute neigt sich offenbar die A-Seite der Kompaktkassette dem Ende entgegen, denn Prince fragt: „Willst du es umdrehen?“ Dabei ist nach wie vor nicht definiert, wen er anspricht.
8. Cold Coffee & Cocaine
Das von Blues und Jazz geprägte Stück singt Prince mit einer kratzig rauen Stimme, die er „Jamie Starr“ nannte – ein Pseudonym von ihm, das er in den Jahren 1981 bis 1983 für sich nutzte. Den als humorvoll zu interpretierenden Liedtext trägt Prince lispelnd vor. Er ist einer Frau überdrüssig, weil sie ihm nur „kalten Kaffee und Kokain“ serviert. Außerdem kann er ihr „hässliches Gesicht“ nicht mehr ertragen.
9. Why the Butterflies
Zu Beginn von der aus dem Genre Jazz stammenden Ballade probiert Prince vereinzelt Akkorde auf der Klaviertastatur aus, bevor er sich für einen dissonanten, wiederholten Cluster entscheidet. Das Tempo gibt er sich Fingerschnippen und Fußklopfen vor. Im kryptischen Liedtext stellt Prince Fragen wie „Mama, Mama, was ist das für ein Zittern in mir? Mama, was ist das für ein verrücktes Wirbeln? Mama, warum diese Schmetterlinge?“ Antworten liefert er jedoch nicht. Why the Butterflies war zuvor auf Prince-Bootlegs unter dem Titel Mama bekannt.[16]

## Titelliste und Veröffentlichungen
| 1 | 17 Days a             | 6:22 |
| 2 | Purple Rain b         | 1:26 |
| 3 | A Case of You c       | 1:40 |
| 4 | Mary Don’t You Weep d | 4:42 |
| 5 | Strange Relationship  | 2:38 |
| 6 | International Lover   | 3:48 |
| 7 | Wednesday             | 1:59 |
| 8 | Cold Coffee & Cocaine | 5:13 |
| 9 | Why the Butterflies   | 6:26 |
| Spieldauer: 34:19 min. |                       |      |
| Autor aller Songs ist Prince a Autor: Prince, Dr. Fink, Lisa Coleman, Wendy Melvoinb Autor: Prince and The Revolutionc Autor: Joni Mitchelld Autor: unbekannt |                       |      |

Piano & A Microphone 1983 wurde weltweit am 21. September 2018 veröffentlicht. Das Album erschien in fünf verschiedenen Ausgaben: auf CD, LP und als Download. Außerdem ist es auf 180g Vinyl Schallplatte erschienen, wobei auf Seite A die ersten sieben Songs zwar einzeln aufgelistet sind, aber als Medley mit einer Dauer von 22:38 Minuten angegeben sind. Somit sind auf Seite B nur die beiden Stücke Cold Coffee & Cocaine und Why the Butterflies zu hören. Zudem ist Piano & A Microphone 1983 als „Limited Edition Deluxe Set“ lieferbar, das das Album sowohl auf CD als auch LP enthält.

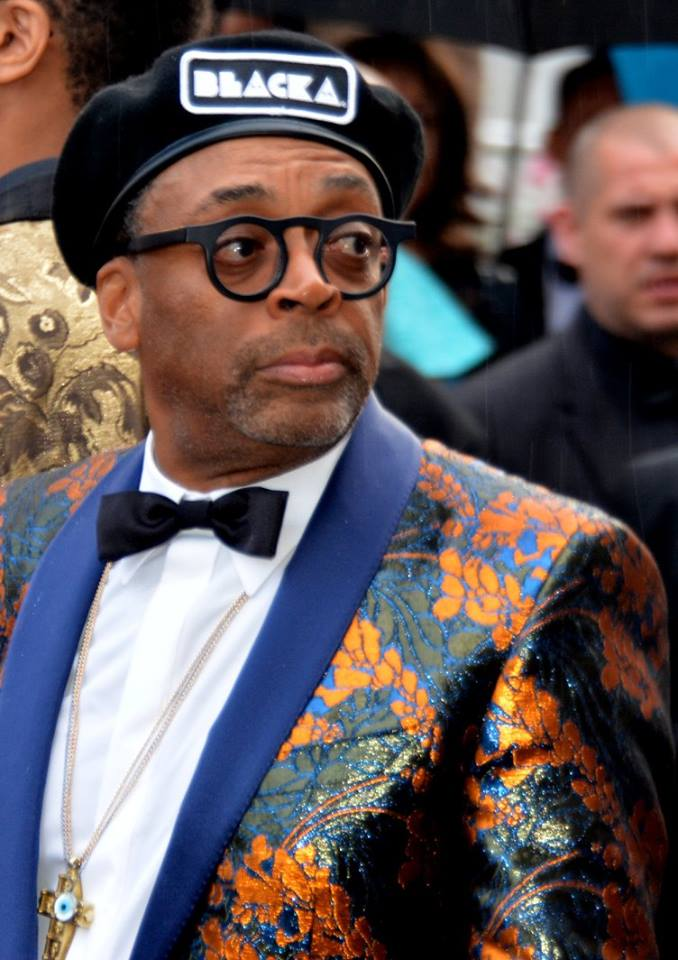
Spike Lee, 2018

### Singles
Vor der Albumveröffentlichung im Jahr 2018 erschienen zwei Songs bei verschiedenen Musikstreaming-Anbietern als Download: am 7. Juni Mary Don’t You Weep und am 13. September Why the Butterflies.
Zudem wurde am 27. September 2018 das Stück 17 Days (Piano Version) als Vinyl-Single über die deutsche Oktober-Ausgabe 2018 des Musikmagazins Rolling Stone herausgebracht. Der Song wird nach 3:14 Minuten ausgeblendet und ist somit um gut drei Minuten kürzer als die Albumversion. Als B-Seite dient die Singleversion von 1999, die ursprünglich im September 1982 aus dem Album 1999 ausgekoppelt wurde.

### Musikvideos
Bereits 1984 wurde ein Musikvideo zu dem Song Purple Rain veröffentlicht, das aus dem gleichnamigen Film entnommen wurde. Allerdings unterscheidet sich diese Version gravierend von der auf Piano & A Microphone 1983.
Im Jahr 2018 wurden zwei Musikvideos zu Mary Don’t You Weep produziert. Ende Juni wurde ein mit der Musik des Songs unterlegter Trailer für den Film BlacKkKlansman von Regisseur Spike Lee produziert. Abgesehen davon ist das Stück im Abspann des Films zu hören. Ende August 2018 wurde dann in einem Studio in New York City gezielt ein Musikvideo produziert, das weitere Filmszenen aus BlacKkKlansman enthält und eine Spieldauer von 6:42 Minuten besitzt. Bereits im Jahr 1996 arbeitete Prince mit Spike Lee zusammen und steuerte den Soundtrack Girl 6 zum gleichnamigen Film des Regisseurs bei. Weitere Musikvideos zu Songs von Piano & A Microphone 1983 existieren nicht.

### Coverversionen
Abgesehen von A Case of You und Mary Don’t You Weep, die Prince selbst gecovert hat, interpretierten andere Musiker mit 17 Days und Purple Rain  zwei Stücke, die auf Piano & A Microphone 1983 platziert worden sind; 17 Days wurde unter anderem von Living Colour (1993) neu eingespielt und Purple Rain nahmen beispielsweise Randy Crawford (1995), Etta James (2006), David Garrett (2017) und Dolly Parton (2023) neu auf.

## Mitwirkende

### Musiker
Alle Songs wurden von Prince arrangiert und produziert und bis auf A Case of You und Mary Don’t You Weep auch komponiert. Zudem spielte er alle Songs auf dem Klavier selbst.

### Technisches Personal
- Alex Tenta – Albumdesign, Artdirector
- Allen Beaulieu – Fotografie
- Bernie Grundman – Mastering
- Michael Howe – Executive Producer
- The Prince Estate – Albumdesign, Artdirector, Archivfotos

## Rezensionen
Musikkritiker bewerteten Piano & A Microphone 1983 zum Teil sehr positiv. Vor allem wurde die musikalisch intime Atmosphäre des Albums gelobt. Die Website Metacritic errechnete eine Durchschnittsbewertung von 83 %, basierend auf 17 Rezensionen englischsprachiger Medien.
Andreas Borcholte von Der Spiegel zeigte sich begeistert und verteilte mit zehn Punkten die Höchstanzahl. Das Album sei „eine Offenbarung“, würde „funkeln und berühren“ und „mit Bedacht und Sorgfalt“ ausgewählt worden. „Manchmal wird die Session so intim, dass es einem fast peinlich ist, so unintendiert zum Zuhörer zu werden“, schrieb Borcholte. Als Beispiele nannte er die Songs 17 Days und International Lover. Der Höhepunkt des Albums sei aber Cold Coffee & Cocaine, weil dieser Song Prince nicht nur als „versierten Musiker und Songwriter“ exponiere, sondern auch als „den wandelbaren (und humorbegabten) Performer“. Als Fazit zog Borcholte, Prince würde fehlen.
Dave Simpson von The Guardian war ebenfalls begeistert und gab mit fünf Sternen die Höchstanzahl. Im Gegensatz zu Prince’ „phänomenalen Talent als Gitarrist“ seien seine Fähigkeiten als Pianist unterbewertet. Auf Piano & A Microphone 1983 spiele er als Pianist in Höchstform und „Gospel, Klassik, Funk und Jazz sprudeln nach Belieben aus seinen Fingerspitzen“; man könne vermuten, Prince „hätte Chopin auf einer Gießkanne spielen können“. Den Song Strange Relationship präsentiere er als „unwiderstehlichen Skelett-Embryo“ und International Lover avanciere „zu einem Vocal Masterclass“. Diese „wundervollen Aufnahmen“ lieferten „noch mehr Beweise für sein kolossales Talent“.

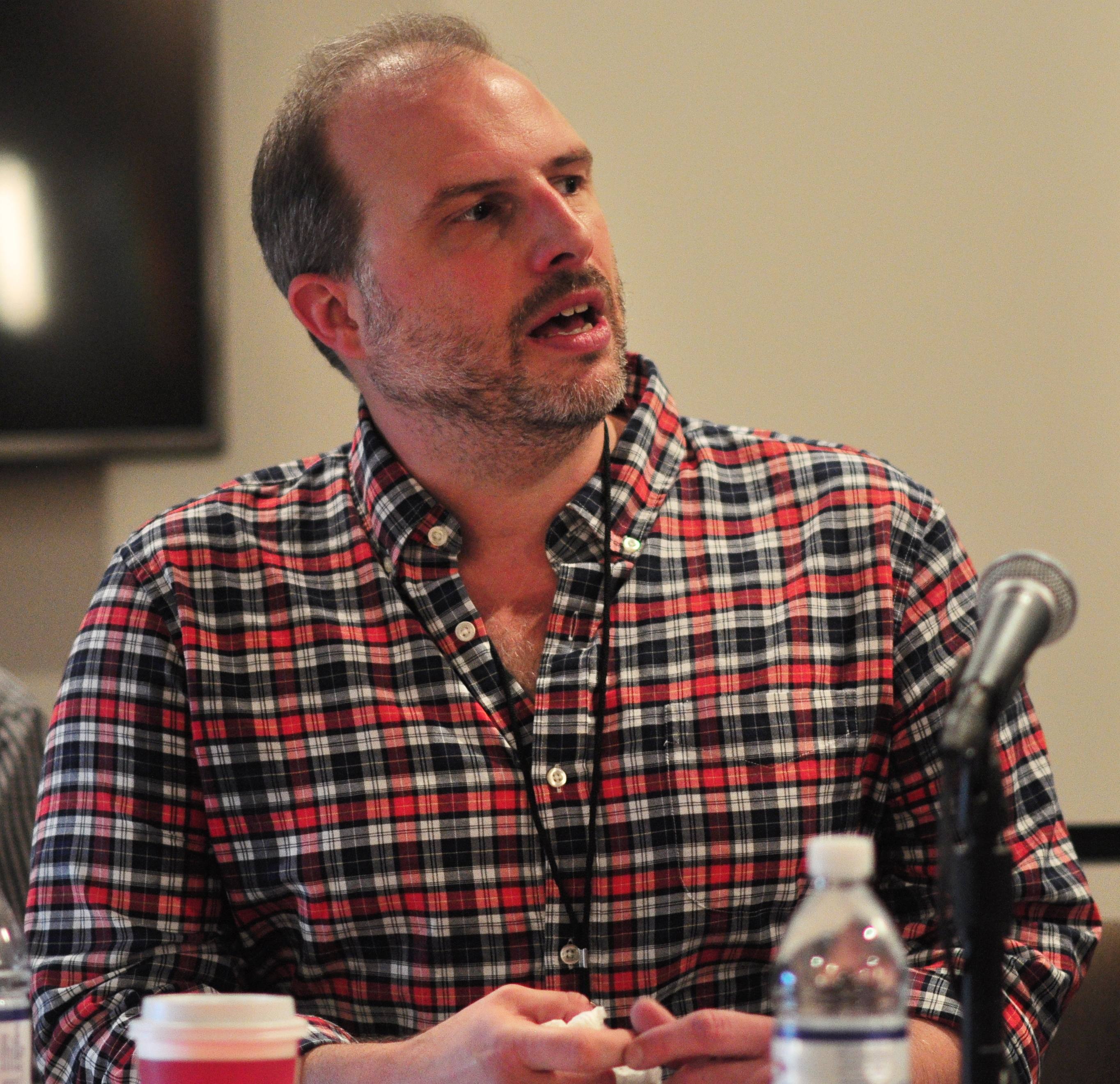
Musikkritiker Stephen Thomas Erlewine, 2017

Kory Grow von dem US-Musikmagazin Rolling Stone zeichnete das Album mit vier von fünf Sternen aus. Piano & A Microphone 1983 sei „ein faszinierender Blick auf eine Seite von Prince’ Brillanz, von der wir damals [1983] nicht wussten, dass sie existiert“. Er spiele „locker, freilaufend und impressionistisch“. Von Purple Rain höre man „90 federleichte Sekunden“ und die Version von Mary Don’t You Weep bezeichnete Grow als „gefühlvolle Interpretation“. Cold Coffee & Cocaine beschrieb er als „jähzornige Bluesnummer im Ray-Charles-Stil“, und in „zurückhaltenden Momenten“ wie in A Case of You wirke Prince „verletzlich“. Doch das Album sei „nicht perfekt“; man höre, wie Prince im Rhythmus schwanke und den Ton seiner Stimme anpasse. Dieses sei aber „auch ein Teil dessen“, was das Album „so bewegend“ mache, meinte Grow.
Stephen Thomas Erlewine von AllMusic verteilte dreieinhalb von fünf Sternen und schrieb, das Album wirke „entwaffnend locker“. Zwar existiere „ein gewisses Maß an Intimität“, aber keine Musikproduktion, „von der man sprechen“ könne. Dennoch seien „Merkmale einer Studioaufnahme“ vorhanden, weil die Musik „zu klar“ sei, „um etwas anderes zu sein“. Trotz der auf anderen Prince-Alben veröffentlichten Songs 17 Days, Purple Rain und Strange Relationship könne Piano & A Microphone 1983 aber auch nicht als „Demo-Session“ bezeichnet werden. Das komplette Album höre sich an, „als ob der Zuhörer Prince beim Schaffen“ belausche, womit es „einfach keine wertvollere Wiederveröffentlichung als diese“ geben könne.
Eine ganz andere Meinung vertraten die beiden Musikkritiker Wilson und Alroy; sie gaben nur einen von fünf Sternen und bezeichneten die Songs als „das allerletzte Material“, das die Fans hören wollten. Man höre 35 Minuten, in denen Prince auf dem Klavier „Melodien durchspielt“. Das Album wäre ein „nettes Extra für eine Deluxe-Veröffentlichung des gerüchteweise angekündigten Piano & A Microphone 2016 gewesen“, aber als eigenständiges Album sei „es so unzureichend, dass es eher schockierend als enttäuschend ist“, resümierten Wilson und Alroy.

## Kommerzieller Erfolg

### Chartplatzierungen
| ChartsChartplatzierungen       | Höchstplatzierung | Wochen |
| ------------------------------ | ----------------- | ------ |
| Deutschland (GfK)              | 12 (3 Wo.)        | 3      |
| Österreich (Ö3)                | 10 (3 Wo.)        | 3      |
| Schweiz (IFPI)                 | 6 (5 Wo.)         | 5      |
| Vereinigtes Königreich (OCC)   | 12 (1 Wo.)        | 1      |
| Vereinigte Staaten (Billboard) | 11 (2 Wo.)        | 2      |

Die Vinyl-Single 17 Days (Piano Version) der deutschen Oktober-Ausgabe des Musikmagazins Rolling Stone aus dem Jahr 2018 wurde nicht in internationalen Hitparaden geführt.

### Musikverkäufe
Piano & A Microphone 1983 wurde weltweit ungefähr 100.000 Mal verkauft. Auszeichnungen für Gold- oder Platinstatus sind nicht bekannt.

## Preise
Am 13. Mai 2019 gewann das Musikvideo zu Mary Don't You Weep bei den Webby Awards in der Kategorie „Music Video 2019“.